# بذرالبنج جنون‌آور
بذرالبنج جنون‌آور، بذرالبنج مضر، بذرالبنج بلوچستانی (نام علمی: Hyoscyamus insanus) نام یک گونه از سرده بذرالبنج است. این گونه در فلور ایران نوشته پارسا نام گذاری شده اما در فلورا ایرانیکا دیده نشده‌است. مظفریان گمان می‌کند که همان بذرابنج مشبک باشد.